# Asthenotricha pythia
Asthenotricha pythia là một loài bướm đêm trong họ Geometridae.